# Biblische Theologie
Der Begriff Biblische Theologie beschreibt die folgenden Aufgabenfelder der christlichen Theologie:
- Die Theologie, die den biblischen Texten entnommen werden kann, also die Theologie der jeweiligen biblischen Verfasser
- Die Theologie des Neuen Testaments unter Berücksichtigung des Alten Testaments
- Die Darstellung der biblischen Aussagen im Zusammenhang des biblischen Kanons (Biblische Dogmatik, „canonical approach“)

Das Ziel besteht darin, die gesamte Bibel als theologische Einheit zu begreifen. Das Hauptproblem jeder Biblischen Theologie ist die Verhältnisbestimmung zwischen Altem und Neuem Testament.

## Entstehung der Biblischen Theologie
Erstmals begegnet Mitte des 17. Jahrhunderts eine selbständige biblische Theologie (theologia biblica) beim lutherischen Theologen Georg Calixt. Er grenzte sie bewusst von der dogmatischen Theologie (theologia dogmatica) bzw. scholastischen Theologie ab. Die Biblische Theologie will als philologische Auslegung der Texte bei ihm ein kritisches Gegenüber zur dogmatischen Theologie bilden. Im Verlauf des 18. Jahrhunderts etablierte sich die Biblische Theologie als Gegengewicht zu einer vermeintlichen Hellenisierung und Scholastisierung der Theologie im Laufe der Kirchengeschichte. Daher findet sich auch der Anspruch einer „reinen“ Biblischen Theologie. Zu nennen ist besonders die Altdorfer Antrittsvorlesung von Johann Philipp Gabler im Jahr 1787.
Die Weiterentwicklung der philologischen Methoden und der historischen Erforschung der Bibel festigte im 19. Jahrhundert den eigenständigen Charakter der Biblischen Theologie. Die liberale Theologie konzentrierte sich auf die historisch-kritische Rekonstruktion des historischen Kerns der biblischen Schriften.
Zur Praxis philologischer und historischer Auslegung der biblischen Texte siehe auch: Biblische Exegese

## Der theologische Gehalt der biblischen Texte
Die historisch-kritische Erforschung der biblischen Texte bildet die Voraussetzung für die Rekonstruktion der Theologie der einzelnen biblischen Bücher bzw. ihrer Verfasser. So rekonstruiert man z. B. eine Theologie des Paulus oder eine Theologie der Pastoralbriefe. Der Begriff Biblische Theologie kann auch als Summe für die unterschiedlichen, divergierenden Theologien der biblischen Bücher bzw. Verfasser stehen.
Letztlich ist es nicht möglich, die Authentizität der biblischen Texte wissenschaftlich zu prüfen. Man kann die biblischen Texte jedoch auf ihre Geschichtlichkeit hin prüfen.

## Kanonischer Zugang und Biblische Dogmatik
Die ursprüngliche Absicht der Biblischen Theologie war es, die besondere Stellung der Bibel als Heiliger Schrift in Theologie und Glauben gegenüber einer dogmatisch bevormundenden und philosophisch überfremdeten Theologie wieder in den Vordergrund zu rücken. Durch die Weiterentwicklung der philologischen Methoden hin zur historisch-kritischen Erforschung der biblischen Texte kann die Biblische Theologie diese Aufgabe aber nicht mehr erfüllen. Unter dem Auge des kritischen Forschers zerfällt die Einheit der biblischen Texte in eine Vielzahl theologischer Aussagen. Dies bereitet insbesondere der evangelischen Theologie, in deren Kontext der Begriff seinen Ursprung hat, Probleme, da das Schriftprinzip einen inneren Zusammenhang der biblischen Texte voraussetzt. Vor diesem Hintergrund entstehen im 20. Jahrhundert neue Ansätze biblischer Theologie, die betont von der inhaltlichen Einheit des biblischen Kanons ausgehen. Gleichzeitig gehen diese Ansätze aber von der historisch-kritischen Auslegung aus und versuchen neben der Vielfalt biblischer Aussagen auch die Einheit in den Texten herauszuarbeiten und darzustellen.

### Brevard S. Childs
Der US-amerikanische Theologe und Exeget Brevard S. Childs hat sich dieses Problems angenommen: Er gilt als Begründer des canonical approach (kanonischer Zugang). In seiner Biblical Theology of the Old and New Testament versucht er, die biblischen Texte in ihrem kanonischen Zusammenhang auszulegen. Dabei geht er von der historisch-kritischen Erforschung der Texte aus, betrachtet aber die im Kanon vorliegende Endgestalt der Texte als die theologisch verbindliche Fassung des Textes. Daher führt seine Auslegung durch die gesamte Rekonstruktion der mündlichen und schriftlichen Geschichte des Textes bis hin zu seiner Rezeption und Platzierung im biblischen Kanon.

### Tübinger Schule
In der deutschsprachigen Theologie hat vor allem die Tübinger Schule (Peter Stuhlmacher, Hartmut Gese u. a.) versucht, die biblischen Texte im gesamtbiblischen Zusammenhang zu lesen. Anders als Childs gehen Stuhlmacher und Gese aber vom religionsgeschichtlichen Zusammenhang zwischen Altem und Neuem Testament aus. Daher hat die Erforschung der Zeit zwischen den Testamenten, also die Entstehung und Entwicklung des Judentums nach dem Exil, eine besondere Bedeutung.

### Theologische Begründungen für die Einheit der Bibel
Gegenüber diesen weitestgehend im Exegetischen verbleibenden Ansätzen hat Friedrich Mildenberger hervorgehoben, dass die Einheit des biblischen Kanons unter den Bedingungen historisch-kritischer Exegese nicht mehr einfach vorausgesetzt werden kann, sondern einer theologischen Begründung bedarf. Mildenberger greift in diesem Zusammenhang zurück auf Ansätze der lutherischen Orthodoxie, die die Einheit und die Autorität der Heiligen Schrift aus ihrer Heilswirksamkeit begründeten. Die biblischen Texte werden nur dann als Einheit wahrgenommen, wenn sie Glauben hervorbringen. Daher setzt Biblische Theologie ein glaubendes Verstehen der biblischen Texte in der alltäglichen Glaubenspraxis voraus (Mildenberger spricht von der einfachen Gottesrede der Glaubenden) und reflektiert dieses Verstehen auf seine theologische Struktur hin. Biblische Theologie ist so gesehen nur als Biblische Dogmatik möglich.
Eine theologische Begründung der Einheit des biblischen Kanons unternimmt auch der Alttestamentler Meik Gerhards. Dabei wird unter Rückgriff auf die „Religionsphilosophie“ von Heinrich Scholz (1922) aus religiöser Erfahrung begründet, dass die Bibel Heilige Schrift im Sinne eines Offenbarungsmediums (Medium der Selbsterschließung Gottes) ist. In religiöser Bibelerfahrung erschließt sich auch die Einheit der Heiligen Schrift, wobei sich der in Christus offenbare schenkende Gott als „auktoriale Mitte“ der Schrift erweist (formuliert in Anschluss an Ludger Schwienhorst-Schönberger). Zu dieser Mitte können von den historisch-kritisch erforschten Texten aus Fluchtlinien gezogen werden, um die theologische Bedeutsamkeit der Texte deutlich werden zu lassen. Sie kann auch geschehen, indem die Texte unter aktuellen Fragestellungen betrachtet werden. Die gegenwärtigen Anliegen bestimmen dann die historisch-kritischen Fragen mit, die an den Text gerichtet werden. Auch das entspricht insofern der Erfahrungsbegründung des Offenbarungscharakters der Bibel, als die bedeutenden Bibelerfahrungen der Kirchengeschichte, die mit Namen wie Augustinus, Martin Luther, Johann Georg Hamann oder Karl Barth verbunden sind, aus einem Umgang mit der Bibel hervorgegangen sind, der von existentiellen Fragen bestimmt war. Gerhards möchte „Biblische Theologie“ als „Brückendisziplin“ zwischen Exegese und Dogmatik bzw. Praktischer Theologie betreiben; darin soll der auf religiöse Erfahrung gegründete theologische Zugang zur Heiligen Schrift mit dem – ebenso unverzichtbaren – historisch-kritischen Zugang verbunden werden. Ein Gesamtentwurf liegt bisher nicht vor; als Modellfall wurde die Schöpfungstheologie anhand biblisch-theologischer Arbeit zu Genesis 1 vorgestellt.

### Einführungen
- Christoph Dohmen, Thomas Söding (Hrsg.): Eine Bibel – zwei Testamente. Positionen biblischer Theologie. UTB 1893. Schöningh, Paderborn 1995, ISBN 3-8252-1893-7 (wichtiges Nachschlagewerk, in dem die Hauptvertreter Biblischer Theologie ihre jeweilige Position kurz skizzieren).
- Hans Hübner, Bernd Jaspert (Hrsg.): Biblische Theologie. Entwürfe der Gegenwart (= Biblisch-theologische Studien. Band 38). Neukirchener Verl., Neukirchen-Vluyn 1999, ISBN 3-7887-1753-X.
- Henning Graf Reventlow: Hauptprobleme der Biblischen Theologie im 20. Jahrhundert. Erträge der Forschung 203. Wissenschaftliche Buchgesellschaft, Darmstadt 1983 (Forschungsbericht).
- Manfred Oeming: Das Alte Testament als Teil des christlichen Kanons? Studien zu gesamtbiblischen Theologien der Gegenwart. 3. Auflage. Pano, Zürich 2001 (Überblick über die Forschung seit Gerhard von Rad).
- Konrad Schmid: Theologie des Alten Testaments (= Neue Theologische Grundrisse). Mohr Siebeck, Tübingen 2019, ISBN 978-3-16-156620-2, ISBN 978-3-16-156630-1.
- Udo Schnelle: Theologie des Neuen Testaments (= UTB. 2917. Theologie, Religion). Dritte, neubearbeitete Auflage. Vandenhoeck & Ruprecht, Göttingen 2016, ISBN 978-3-8252-4727-0.

### Aktuelle Entwürfe und Ansätze (Auswahl)
- Brevard S. Childs: Biblical Theology of the Old and New Testaments (2 Bde.). London 1992 (dt.: Die Theologie der Einen Bibel, 2 Bde. Freiburg 1994/95).
- Hartmut Gese: Vom Sinai zum Zion. Alttestamentliche Beiträge zur biblischen Theologie (Beiträge zur evangelischen Theologie; 64). München 1974, ISBN 3-459-00866-0.
- Hartmut Gese: Zur biblischen Theologie. Alttestamentliche Vorträge (Beiträge zur evangelischen Theologie; 78). München 1977, ISBN 3-459-01098-3.
- Hartmut Gese: Tradition und biblische Theologie. In: Odil Hannes Steck (Hrsg.): Zu Tradition und Theologie im Alten Testament (Biblisch-theologische Studien; 2). Neukirchen-Vluyn 1978, ISBN 3-7887-0553-1, S. 87–111.
- Hartmut Gese: Die Weisheit, der Menschensohn und die Ursprünge der Christologie als konsequente Entfaltung der biblischen Theologie. In: Hartmut Gese: Alttestamentliche Studien. Tübingen 1991, S. 218–248.
- Otto Betz: Jesus, der Messias Israels. Aufsätze zur biblischen Theologie (WUNT 42). Tübingen 1987, ISBN 3-16-145163-5.
- Otto Betz: Jesus, der Herr der Kirche. Aufsätze zur biblischen Theologie II (WUNT 52). Tübingen 1990, ISBN 3-16-145505-3.
- Peter Stuhlmacher: Schriftauslegung auf dem Wege zur biblischen Theologie. 1975.
- Peter Stuhlmacher: Biblische Theologie des Neuen Testaments (2 Bde.). Göttingen 1992/1993.
- Peter Stuhlmacher: Wie treibt man Biblische Theologie? 1995.
- Hans Hübner: Biblische Theologie des Neuen Testaments (3 Bände). Göttingen 1990–1995.
- Antonius H.J. Gunneweg: Biblische Theologie des Alten Testaments. Eine Religionsgeschichte Israels in biblisch-theologischer Sicht. 1993.
- Friedrich Mildenberger: Biblische Dogmatik. Eine Biblische Theologie in dogmatischer Perspektive. Bd. 1: Prolegomena. Verstehen und Geltung der Bibel. 1991.
- Meik Gerhards: Heilige Schrift und Schöpfungsglaube. Überlegungen zur Grundlegung und einem Modellfall Biblischer Theologie (Rostocker Theologische Studien 23). Münster 2010, ISBN 978-3-643-10767-1.
- Meik Gerhards: Die Windeln und die Krippen, darinnen Christus liegt. Evangelische Perspektiven alttestamentlicher Texte. In: Meik Gerhards: Der undefinierbare Gott. Theologische Annäherungen an alttestamentliche und altorientalische Texte (Rostocker Theologische Studien 24). Münster 2011, ISBN 978-3-643-11326-9, S. 11–92.

### Geschichte der Biblischen Theologie
- Otto Merk: Biblische Theologie des Neuen Testaments in ihrer Anfangszeit. Ihre methodischen Probleme bei Johann Philipp Gabler und Georg Lorenz Bauer und deren Nachwirkungen. Marburger Theologische Studien 9. Elwert, Marburg 1972.
- Hans-Joachim Kraus: Geschichte der historisch-kritischen Erforschung des Alten Testaments. 4. Auflage. Neukirchener, Neukirchen-Vluyn 1988, S. 553–578.

### Älteste Quellen zur Geschichte der Biblischen Theologie
- Christoph Haymann: Versuch einer biblischen Theologie in Tabellen in sich enthaltend das Vorbild der heilsamen Worte von der geoffenbarten Erkenntniß Gottes und Jesu Christi; nebst einem Vorbericht von der göttlichen Offenbarung, wie auch einer Anzeige der besten deutschen Schriften, von allen theologischen Hauptpunkten. 1746.
- Christian Albrecht Döderlein: Feyerliche Rede von den hohen Vorzügen der biblischen Theologie vor der scholastischen. Halle 1760.
- Gotthilf Traugott Zachariae: Philosophisch-theologische Abhandlungen als Beilagen zur biblischen Theologie zu gebrauchen. Lemgo 1776.
- Johann Philipp Gabler: Von der richtigen Unterscheidung der biblischen und der dogmatischen Theologie und der rechten Bestimmung ihrer beider Ziele (De iusto discrimine theologiae biblicae et dogmaticae regundisque recte utriusque finibus). In: Georg Strecker (Hrsg.): Das Problem der Theologie des Neuen Testaments. Wege der Forschung 367. Wissenschaftliche Buchgesellschaft, Darmstadt 1975, S. 32–44 (dt. Übersetzung des lateinischen Originals).
- Christoph Friedrich von Ammon: Entwurf einer reinen biblischen Theologie. Erlangen 1792.

### Kritik an der Biblischen Theologie
- William Wrede: Über Aufgabe und Methode der sogenannten Neutestamentlichen Theologie. Göttingen 1897 (These: biblische Exegese soll nicht als Theologie, sondern als Religionsgeschichte betrieben werden).
- Erich Gräßer: Offene Fragen im Umkreis einer Biblischen Theologie. In: Zeitschrift für Theologie und Kirche 77 (1980), S. 200–221 (Anfragen an Peter Stuhlmachers Konzept).
- Heikki Räisänen: Beyond New Testament Theology. A Story and a Programme. London 1990 (dt.: Neutestamentliche Theologie? Eine religionswissenschaftliche Alternative. Stuttgarter Bibelstudien 186, Stuttgart 2000).
- Gerd Theißen: Die Religion der ersten Christen. Eine Theorie des Urchristentums. Gütersloh 2000 (arbeitet religionswissenschaftlich, verneint aber nicht die Möglichkeit einer theologischen Fragestellung an das Neue Testament).